# Coccoloba nodosa
Coccoloba nodosa är en slideväxtart som beskrevs av Gustav Lindau. Coccoloba nodosa ingår i släktet Coccoloba och familjen slideväxter. Inga underarter finns listade i Catalogue of Life.